# Lancia Fulvia
 (septembre 2024).
La Lancia Fulvia est une automobile fabriquée par le constructeur italien Lancia à partir de 1963 et jusqu'en 1976.

## Lancia Fulvia berline

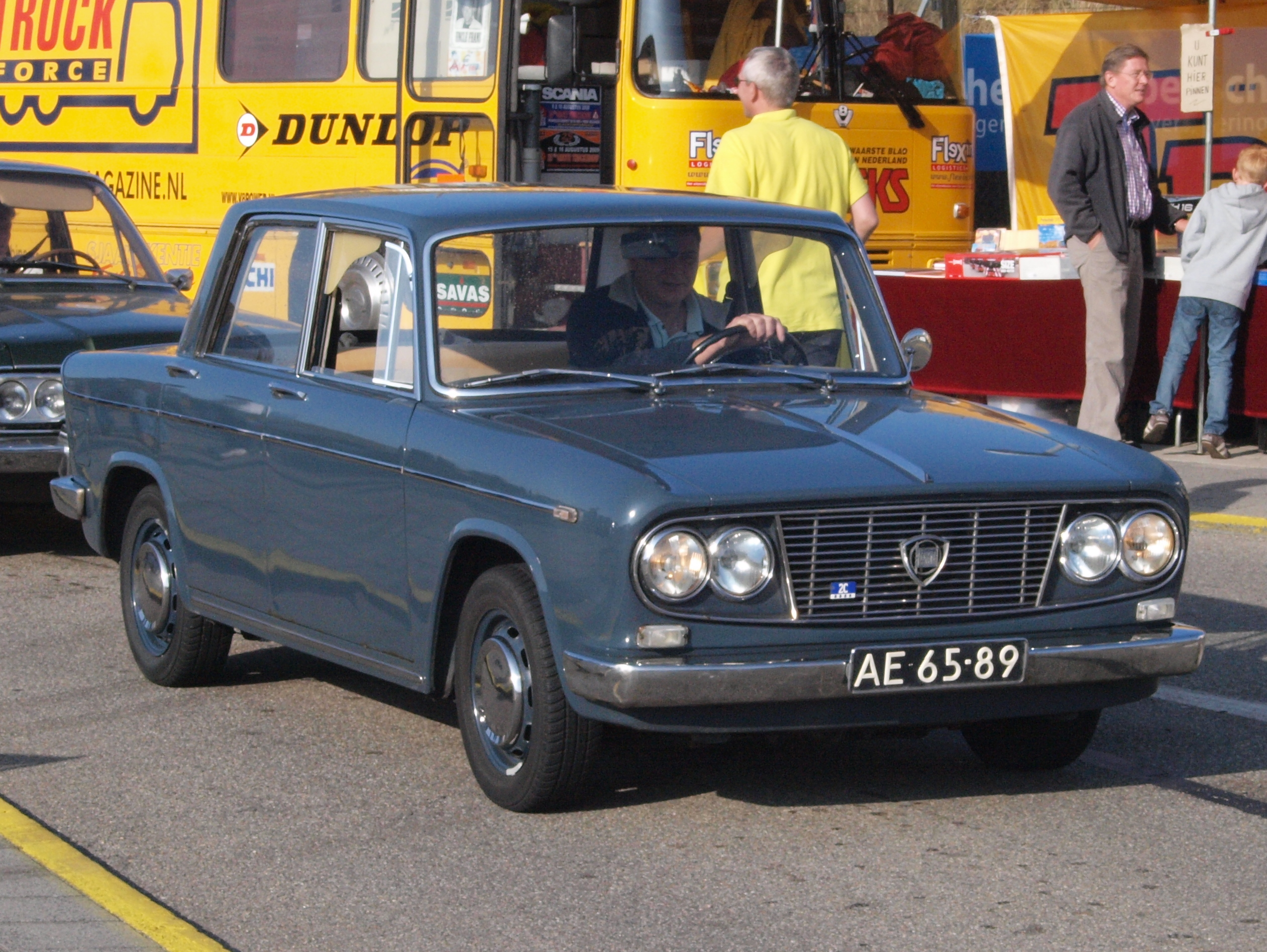
La berline Lancia Fulvia 2C, produite de 1964 à 1967.

Présentée en 1963, la Lancia Fulvia était une berline moyenne, le second modèle de la marque en traction.
Dotée d'une carrosserie classique dessinée par Piero Castagnero, comme le voulait la tradition de l'élégance luxueuse Lancia, elle cachait une révolution technologique sous son capot. Pendant de nombreuses années, elle fut considérée comme la berline la plus élégante d'Europe. Son moteur était un quatre cylindres en V étroit de 1 091 cm3 développant 58 ch, lui permettant d'atteindre les 140 km/h.
La Fulvia succéda à la Lancia Appia en 1963 et fut une des berlines Lancia les plus vendues.
Elle était équipée d'une boîte de vitesses bien étagée et synchronisée, de quatre freins à disques et d'une suspension avant à double triangles. La Fulvia a surclassé pendant des années toutes ses concurrentes de l'époque. La suspension arrière avec essieu rigide et lames transversales n'est pas trop pénalisante.
Dès 1964, sa gamme s'enrichit d'une version 2C équipée d'une alimentation à double carburateur développant 71 ch.
C'est en 1967 que la 2C fut remplacée par la berline GT qui sera dotée du moteur 1 216 cm3 de 80 ch de la version Coupé.
En 1968, une version GTE verra son moteur porté à 1 298 cm3 qui, avec 87 ch, fera atteindre à cette berline la vitesse maximale de 162 km/h.
En 1970, Lancia lance la seconde version de la Fulvia qui bénéficia d'un restylage assez important. La fabrication de la Lancia Fulvia s'arrêta en fin d'année 1972 après dix années de succès, et fut remplacée par la Lancia Beta, à la mécanique largement empruntée aux Fiat de l'époque.

## Lancia Fulvia Coupé
Comme le voulait la tradition de la maison Lancia, il fut présenté un dérivé coupé de la berline. En 1965, la Lancia Fulvia Coupé fit son apparition. Cette voiture deviendra un des plus grands succès commerciaux parmi les voitures sportives du moment. Son moteur placé très en avant ce qui laisse un espace avec l'habitacle. Le levier de vitesse au plancher est très long.
La Fulvia Coupé a une carrosserie très basse et lumineuse dessinée par Piero Castagnero, homologuée comme 2+2 sa longueur est de 3,975 m, sa largeur de 1,555 m et sa hauteur 1,30 m avec un empattement de 2,33 m.

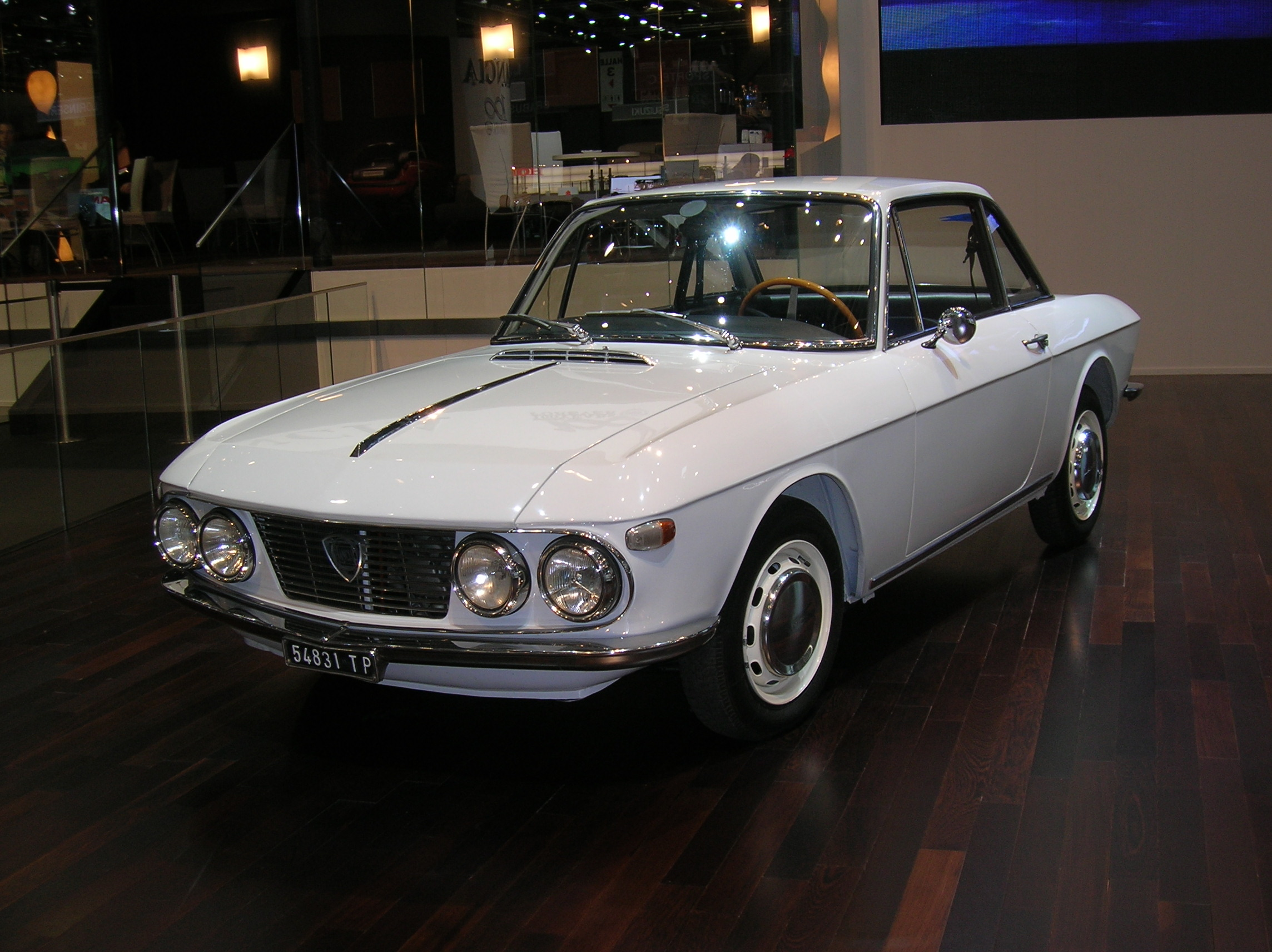
Une Lancia Fulvia Coupé (1re version).

Dans sa première série, le moteur était un quatre cylindres alimentés par deux carburateurs double corps, en V étroit d'environ 13° et incliné à 45° pour réduire l'encombrement en hauteur, une cylindrée de 1 216 cm3, puissance de 80 ch à 6 000 tr/min et un couple de 106 N m à 4 000 tr/min, quatre freins à disques et une vitesse de 160 km/h avec une accélération de 0 à 100 km/h en 14 s. Les cylindres en V fermés à environ 13° seront repris mais à 15° par le groupe Volkswagen et ses différentes marques pour ses VR 5, VR6, VR8 ainsi que ses W8, W12 et W16. Le « VR4 » de la Lancia Fulvia, puisqu'il est couché à 45°, se présente donc comme un demi-W8.
Au cours des années qui suivirent, de nouvelles versions dotées de moteurs de cylindrées supérieures apparurent : 1 300 cm3 et 91 ch avec une accélération 0 à 100 km/h en 11,2 s.

### Fulvia Coupé HF
Une attention particulière doit être apportée aux versions baptisées « HF » dotées de caractéristiques sportives avec des motorisations plus puissantes et des carrosseries allégées entre autres avec du plexiglas.
En 1969 une nouvelle version allégée Fulvia Rallye 1.6 HF (comme Hight Fidelity) est présentée. Elle est dotée d'un nouveau moteur de 1 584 cm3 développant 115 ch (qui passeront à 160 ch dans la version compétition de la Squadra Corse dite Fanalone du fait de ses grands phares inférieurs) d'un couple de 156 N m et d'une boîte à cinq vitesses inversée (avec la première en bas), de phares à iode, de jantes en alliage léger, de pneumatiques taille basse et un différentiel autobloquant. C'est une traction, caractéristique originale à l'époque où la plupart des sportives sont à roues arrière motrices.
Cette version est donc reconnaissable par ses phares de dimensions plus importantes que ceux de la série précédente. En course, elle commence à être vraiment connue grâce à sa victoire au Rallye Monte-Carlo en 1972 (équipage Sandro Munari/Mario Mannucci, Champion d'Europe l'année suivante avec elle, après deux titres acquis en Italie en 1967 et 1969 avec la version 1300 ainsi qu'une Coupe Mitropa en 1971), au nez et à la barbe d'une forte équipe Alpine Renault. Sa carrière s'arrête en 1974 (victoire en France aux 24 Heures de Chamonix sur glace) avec l'avènement de la fameuse Lancia Stratos au moteur six cylindres Ferrari, taillée pour la compétition, le dernier podium de la Fulvia en mondial étant obtenu la même année avec Munari au Rallye Safari (3e).
Une version « barchetta » dénommée F&M (pour Fiorio et Maglioli les concepteurs) a été construite à partir de la version HF pour des compétitions de grand tourisme. Elle n'avait pas de portes, pas de pare-brise et était renforcée par un arceau derrière le conducteur. Elles ont participé en 1969 à la Targa Florio, aux 1 000 kilomètres du Nürburgring et au Tour de Corse.
La fabrication de ce modèle, qui connait un léger restylage en 1970 donnant naissance à la 2e série, s'arrête définitivement en 1976 après une production de 170 000 exemplaires construits de la version Coupé. Elle restera comme le coupé le plus vendu de l'histoire Lancia.
La Fulvia Coupé fut remplacée par la nouvelle Lancia Beta Coupé, pour la version grand public et par la Stratos dans sa version Rallye et compétition.

## Compétitions de la Lancia Fulvia coupé et la Squadra Corse HF

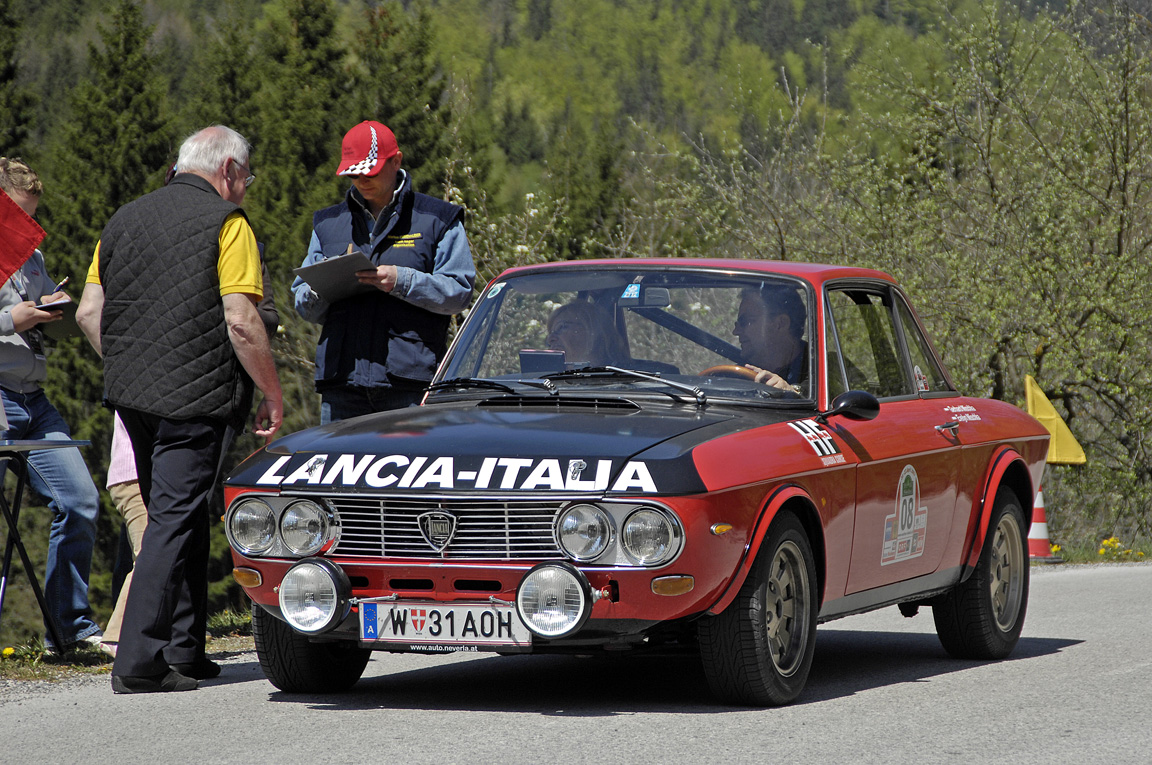
Lancia Fulvia HF 1600.

Lorsqu'on évoque la Lancia Fulvia Coupé HF on ne peut oublier que ces versions sportives ne virent le jour que grâce à l'insistance de Cesare Fiorio et de son équipe créée « dans un coin d'atelier d'un hangar Lancia » qui était devenue l'équipe aux cent victoires qu'est devenue la Squadra Corse HF Lancia. Avec peu de moyens, il a porté les premières Fulvia coupé à la victoire incontestée. Élaborée par l'ingénieur Zaccone Mina, la Fulvia Coupé a obtenu très rapidement de tels résultats en rallye que même les dirigeants de Lancia, l'Ing. Fessia, qui avait toujours été réservé pour faire participer officiellement la marque dans les compétitions, dû se résoudre à accepter ce qui deviendra la meilleure publicité vivante pour la marque Lancia, le retour dans les compétitions internationales.
Grâce à une série impressionnante de victoires sur les pistes du monde entier, la Lancia Fulvia Coupé devient vite la voiture de série la plus titrée et aussi la plus convoitée par les automobilistes si bien que cette version coupé faillit être plus demandée que la berline dont elle dérivait.
Il s'ensuivit une grande aura de la Squadra Corse Lancia de Cesare Fiorio, qui fut ensuite reprise par Fiat et continua jusqu'à la participation en course des dernières Delta Integrale, en passant par la Stratos, Rally 037, Beta Montecarlo Turbo, LC1 et LC2, Delta S4.
Lancia est encore à ce jour la marque que l'on trouve en première place dans le nombre de victoires en compétition et en championnat du monde alors que la Squadra Corse Lancia n'a plus participé à la moindre course depuis le début des années 1990.

## Palmarès sportif
Elle marquera son époque grâce aux nombreuses victoires obtenues en rallye automobile, avec notamment sa victoire au Championnat international des marques de 1972 (ou IMC, après une 3e place en 1970 ; victoires aux RAC Rally 1970, Monte-Carlo 1972, Maroc 1972 et Sanremo 1972), ainsi qu'au Rallye des Fleurs / Sanremo en 1965, 1966 et 1969, au Rallye RACE d'Espagne en 1966, 1967 et 1969, au Rallye du Portugal en 1968, au RAC Rally en 1969, aux Quatre-Vingt-Deux Heures du Nürburgring (Marathon de la Route) en 1969, et au Rallye de la Costa Brava en 1973.
En France, elle acquiert ses succès entre les mains de René Trautmann (Rallye du Forez 1967 et 1968, Critérium Jean Behra 1968) et de son épouse Claudine (triplé au Rallye Paris - Saint-Raphaël Féminin, en 1967, 1968 et 1969 — la Coupe des Dames des Monte-Carlo 1968 et 1969 revenant à Pat Moss).

## Lancia Fulvia Sport Zagato

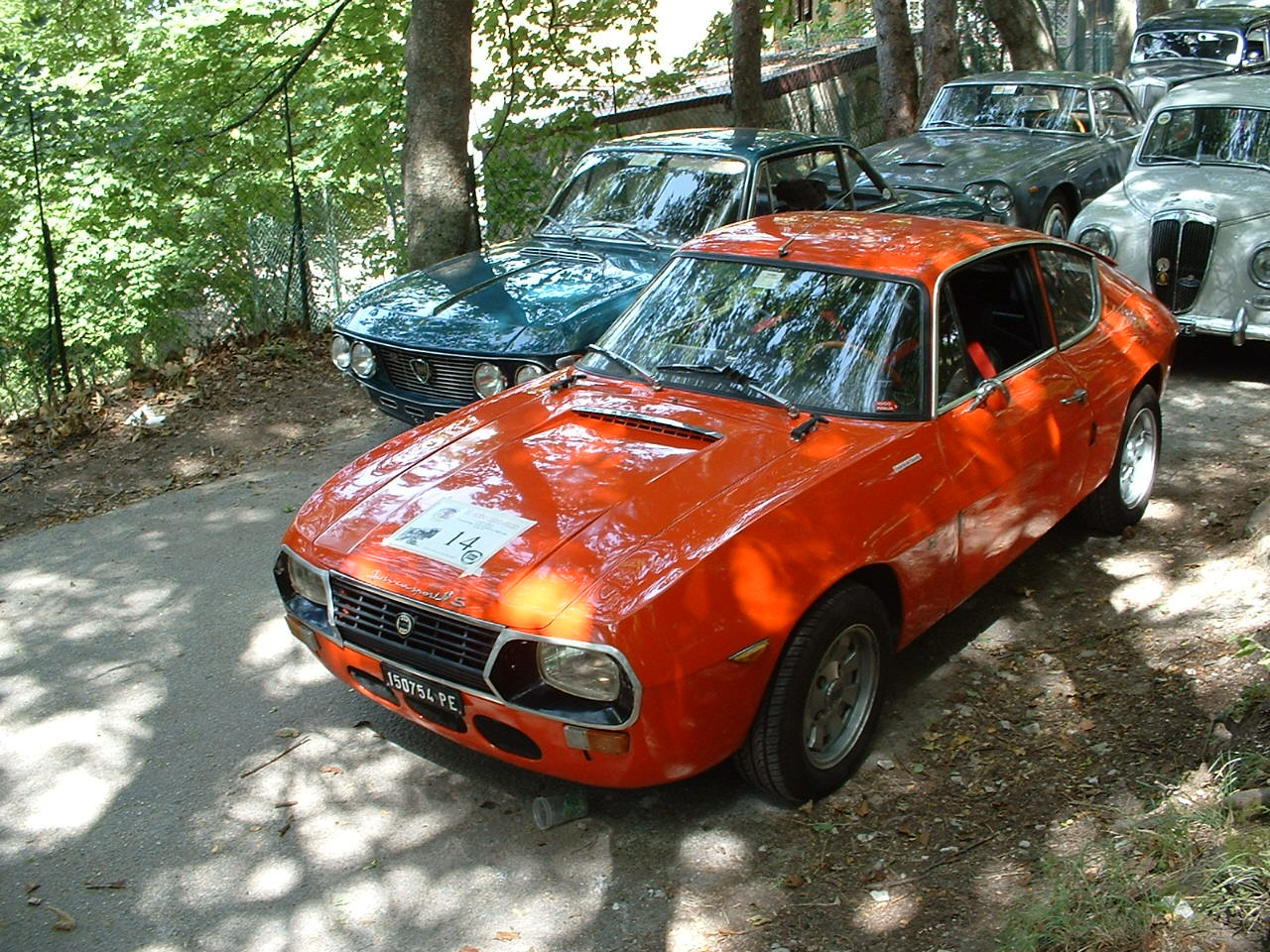
Lancia Fulvia Sport 1.3 Zagato II de 1971.

Comme ce fut le cas pour les modèles précédents, les Lancia Flavia et Flaminia, Lancia confia au carrossier Zagato la charge de réaliser la version Fulvia Sport. Dessinée par Ercole Spada, la Lancia Fulvia Sport eu, comme toujours pour ces versions, une ligne insolite et très aérodynamique. Sa carrosserie, digne des grands maîtres carrossiers, était en aluminium, puis en acier pour les deuxièmes séries.
La partie mécanique et ses motorisations étaient identiques aux versions Coupé.
Lancia prépara aussi une dizaine de Zagato pour la course dénommées « competizione » pour des compétitions sur piste et des courses de côte et obtint de bons résultats dans les compétitions internationales.

## Production
Au total ce seront 338 996 exemplaires de cette famille de voitures qui seront construites dans les usines Lancia de Chivasso, à l'Est de Turin.